# 피니스테르주의 캉통
프랑스 피니스테르주에는 총 27개의 캉통이 속해 있다. 2015년 3월 행정구역 총개편으로 인해 현재는 다음과 같이 설치되어 있다.
- 브레스트 1
- 브레스트 2
- 브레스트 3
- 브레스트 4
- 브레스트 5
- 브리에크
- 카르에플루게
- 콩카르노
- 크로종
- 두아른네즈
- 푸에낭
- 기파바
- 랑데르노
- 랑디비지오
- 레네방
- 모엘랑쉬르메르
- 모를레
- 플라베네크
- 풀로네우르랑베른
- 플루이뇨
- 퐁드뷔레키메르슈
- 퐁라베
- 캥페르 1
- 캥페르 2
- 캥페를레
- 생폴드레옹
- 생르낭